# Zornia milneana
Zornia milneana är en ärtväxtart som beskrevs av Robert H Mohlenbrock. Zornia milneana ingår i släktet Zornia och familjen ärtväxter. Inga underarter finns listade i Catalogue of Life.